# Avas-hegység
Az Avas-hegység (románul: Munții Oaşului, ukránul Гори Оаш) a Keleti-Kárpátok belső vonulatában, a Vihorlát–Gutin-hegyvidékben, a román-ukrán határon, Szatmárnémetitől 40 km-re északkeletre, Técsőtől 20 km-re nyugatra, Huszttól délre. Legmagasabb pontja a Viski-kő (917 m).

## Nevének eredete
Az 'avas' név régi jelentése 'makkoltatásra szolgáló erdő; nagy fákból álló, öreg erdő, rengeteg; tilalmas erdő'.

## Fekvése
A Vihorlát–Gutin-hegyvidék egyik délkeleti tagja. Északnyugat-délkelet irányban húzódik. A Nagyágnak a Tiszába való beömlésétől a Fenyér csúcsig terjed délkeleti irányban, a Tiszával párhuzamosan. Nagyobbrészt 300–400 m magas felföld, kisebb-nagyobb kúpokkal, mélyen bevágott völgyekkel. Keleti szomszédja a Kőhát-hegység, melytől az Avasújfalu és Técső közötti 583 m magas Huta-hágó választja el. Északon a Máramarosi-medence határolja, északnyugaton a Tisza völgye választja választja el a Nagyszőlősi-hegységtől, délnyugatra tőle pedig a Szatmári-síkság fekszik. Délnyugati oldalát a Túr mellékvizeinek völgyei szabdalják. Legmagasabb csúcsa a 917 méter magas Viski kő.
A hegység magva trachitporfir és szürke trachit, de ezt nagyobbára trachittuff födi s a trachit és riolit-kúpok csoportosan vagy elszigetelten merülnek fel ez alól.